# アグブガ2世
アグブガ2世ジャケリ（グルジア語: აღბუღა II ჯაყელი、グルジア語ラテン翻字: Aghbugha II Jaqeli、1407年 – 1451年）は、サムツヘ公国のアタベグ（在位期間：1444年–1451年）。ジャケリ家の一員であり、父親はイヴァネ2世。

## 生涯
1444年に父親のイヴァネ2世が没すると、アグブガはジョージア王ヴァフタング4世によってアタベグに任命された。アグブガは野心的な考えを持っていた弟クヴァルクヴァレと対立し、治世中のサムツヘは内戦状態にあった。1447年、弟のクヴァルクヴァレがサムツヘを占領すると、アグブガはジョージア王ギオルギ8世に支援を求めた。ギオルギ8世はアグブガをサムツヘ公国の領主として認め続け、クヴァルクヴァレに対して進軍した。アグブガはジョージア中央政府に対して忠実な姿勢であり続けた。
アグブガは1451年に死去し、アタベグの地位は弟のクヴァルクヴァレに引き継がれた。